# Fábio Simplício
Fábio Simplício (São Paulo, 23 september 1979) is een Braziliaanse voetballer.

## Biografie
Simplício begon zijn carrière bij São Paulo FC, waarmee hij in 2000 en 2002 het Campeonato Paulista won en in 2001 het Torneio Rio-São Paulo. In 2004 trok hij naar het Italiaanse Parma. Van 2006 tot 2010 speelde hij dan voor Palermo, waarmee hij twee keer deelnam aan de UEFA Cup. Na nog twee jaar bij AS Roma trok hij naar Japan. In 2016 zal hij nog voor Batatais spelen, dat in de tweede klasse van het Campeonato Paulista actief is. 
Hij speelde één keer voor het nationale elftal, in 2009, in een vriendschappelijke wedstrijd tegen Oman, waar hij in de tweede helft Felipe Melo verving. 